# فورست غيير
فورست غيير (بالإنجليزية: Forest Geyer)‏ هو لاعب كرة قدم أمريكية أمريكي، ولد في 9 ديسمبر 1892 في ساوث هيفن في الولايات المتحدة، وتوفي في 7 فبراير 1932 في نورمان في الولايات المتحدة.